# Impasse du Curé
L'impasse du Curé est une voie située dans le quartier de la Goutte-d'Or du 18e arrondissement de Paris.

## Origine du nom
Elle doit son nom à sa proximité avec l'église Saint-Denys de la Chapelle.

## Historique
En 1382, un bail précise qu’est située la première maison de La Chapelle en venant de Paris.
Au XVIe siècle, la ruelle était environnée de vignes. À proximité se tenait un pressoir.
Mentionnée en 1655, sous le nom de « rue du Curé », cette voie, située alors sur l'ancienne commune de La Chapelle, est également présente sur le plan de Roussel de 1730, où elle forme le débouché de la rue des Portes-Blanches sur la rue de la Chapelle.
Classée dans la voirie parisienne par un décret du 23 mai 1863, elle devient une impasse, sous le nom d'« impasse du Curé », avec la construction de la ligne de chemin de fer de la gare du Nord.

## Bâtiments remarquables et lieux de mémoire
- Le cabaret Le Grand Faucheur, fréquenté par Claude-Emmanuel Lhuillier, Molière ou La Fontaine aux XVIIe et XVIIIe siècles.